# Tămășeni (gmina)
Tămășeni – gmina w Rumunii, w okręgu Neamț. Obejmuje miejscowości Adjudeni i Tămășeni. W 2011 roku liczyła 6493 mieszkańców.